# Artona sikkimensis
Artona sikkimensis es una especie de polilla del género Artona, familia Zygaenidae.
Fue descrita científicamente por Elwes en 1890.